# Parque nacional Toonumbar
El parque nacional Toonumbar es un parque nacional en Nueva Gales del Sur (Australia), 617 km al norte de Sídney.
El parque presenta bosques lluviosos subtropicales protegiendo plantas y animales amenazados, tales como el búho mohoso, pademelón de patas rojas y petauro de vientre amarillo. Los bosques en la Montaña Domo (Dome Mountain) y el Matorral Murray (Murray Scrub) son parte de las Bosques húmedos Gondwana de Australia como Patrimonio de la Humanidad. El paisaje accidentado del monte Lindesay, montaña Domo y castillo Edimburgo (Edinburgh Castle) han provisto la inspiración para muchas leyendas aborígenes. 
El matorral Murray y la montaña Domo contienen áreas significativas de bosques subtropicales y templados lluviosos y son una parte de las Reservas de Australia de Bosques lluviosos del Este Central que forman parte del Patrimonio de la Humanidad. Existen también áreas más secas y frías en el parque y esto ha resultado en una increíble diversidad de flora, desde bosques de eucalipto hasta los de palmas bangalow.
Animales en el parque incluyen Podargo ocelado, Koala, lira de alberto y reptiles y ranas. El área del bosque lluvioso es un importante refugio para un número de palomas frugívoras y murciélagos insectívoros. Los pademelones también viven ahí.
El parque contiene un volcán extinto, el cual estuvo activo hace 23 millones de años. Los restos volcánicos erosionados del Monte Lindesay, Montaña Domo y Castillo Edimburgo dominan el paisaje hoy en día. La alta pluviosidad, combinada con los fértiles suelos han creado los exuberantes bosques.
En promedio, el parque recibe 1035.8 mm de lluvia cada año. La cantidad de lluvia más alta registrada fue de 449.4 mm en un solo día.

## Galería

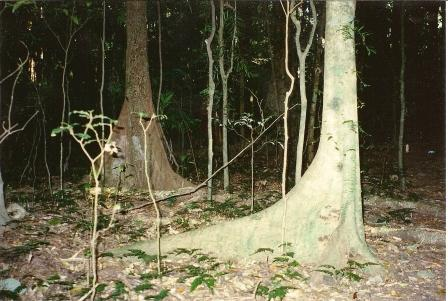
Booyong negro y blanco - Argyrodendron actinophyllum y Argyrodendron trifoliolatum.
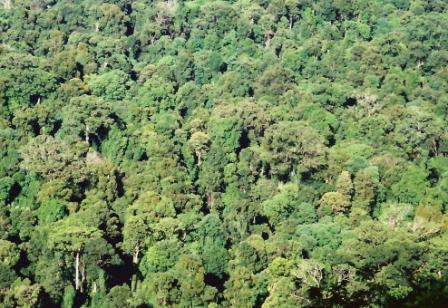
Altos bosques subtropicales en el Parque Nacional Toonumbar.
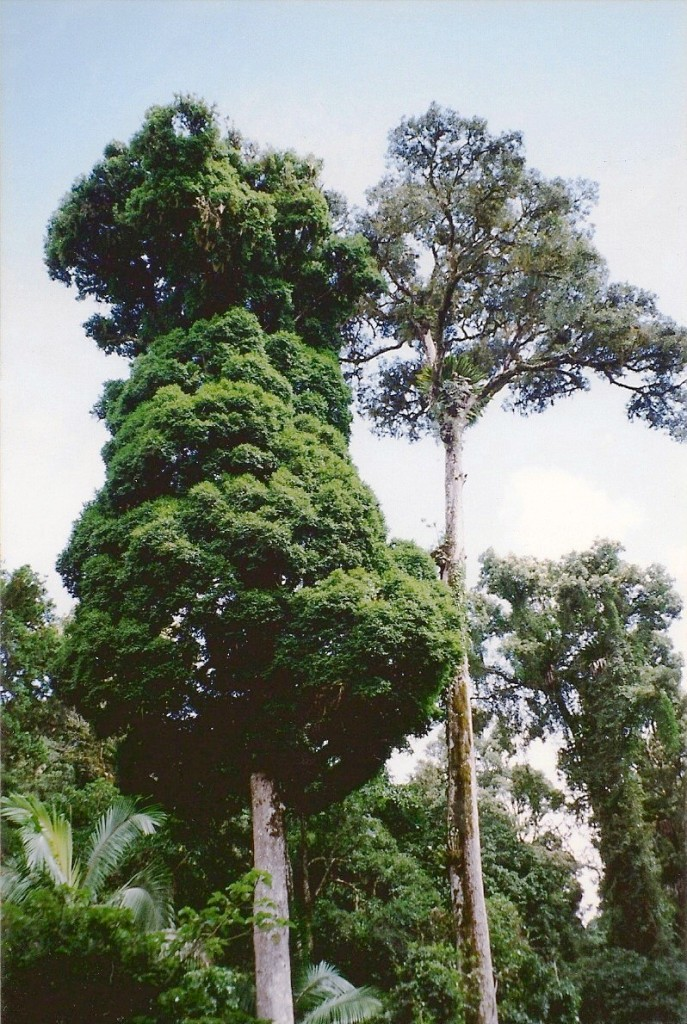
Syzygium francisii (izquierda) y Argyrodendron trifoliolatum (derecha), de 40 metros de alto.
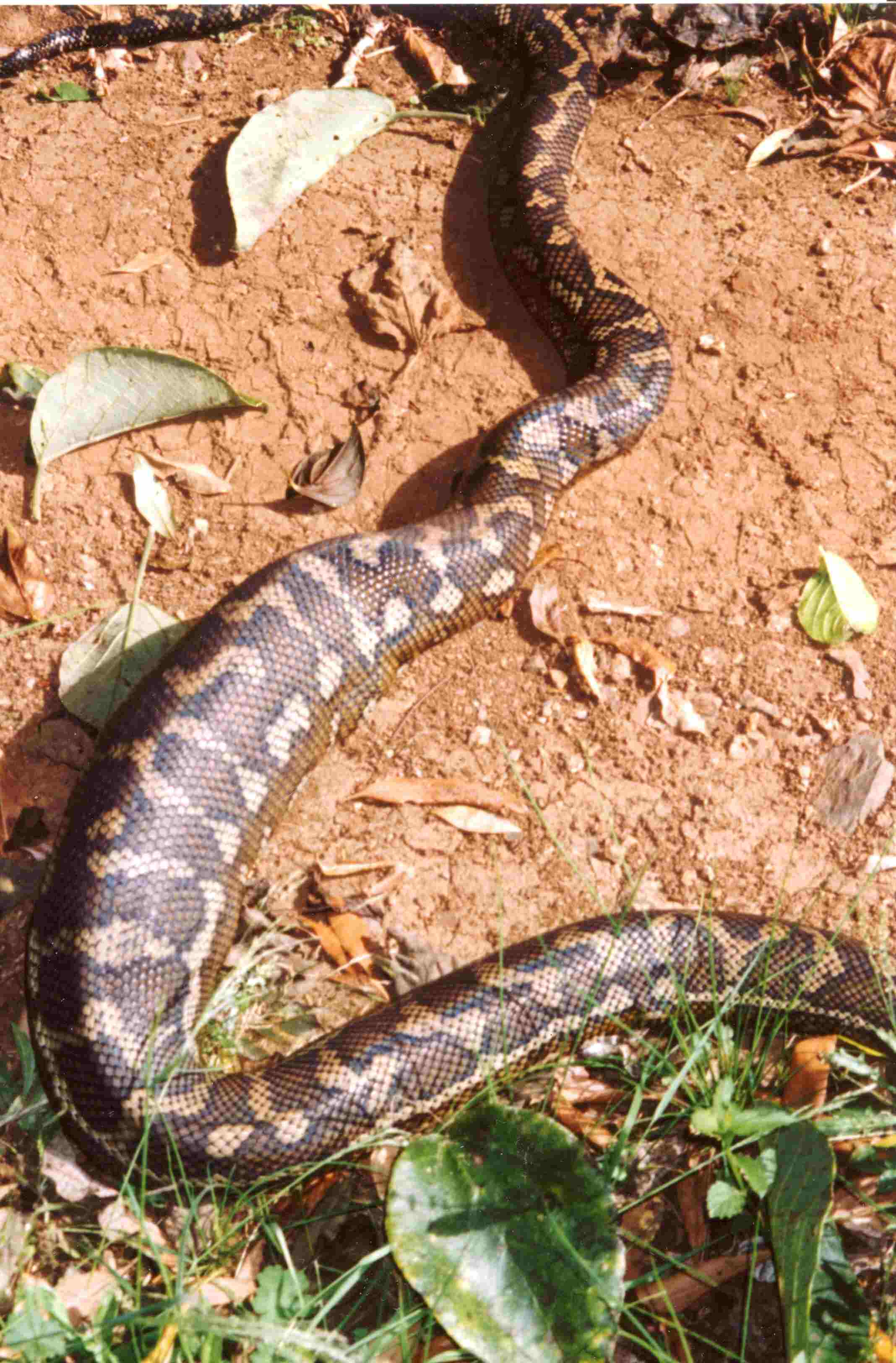
Pitón de alfombra digiriendo su comida en el Parque Nacional Toonumbar, Nueva Gales del Sur, Australia. El nombre científico de la serpiente es (Morelia spilota mcdowelli).